# Mariska Hargitay
Mariska Magdolna Hargitay (Santa Monica, 23 gennaio 1964) è un'attrice statunitense, nota per aver interpretato la detective Olivia Benson in Law & Order - Unità vittime speciali. Grazie a questo ruolo ha vinto un Golden Globe e un Emmy Award.

## Biografia
Quarta di cinque fratelli, è nata al St. John's Hospital di Santa Monica, figlia di Jayne Mansfield, attrice e sex symbol negli anni cinquanta, e di Mickey Hargitay, all'anagrafe Miklós Hargitay, un attore, culturista, pattinatore di velocità su ghiaccio e circense ungherese naturalizzato statunitense. Il suo nome di battesimo è ungherese e si riferisce a Maria Maddalena (Mariska è un diminutivo di Maria).  Ha rivelato che il suo vero padre biologico è il cantante italo brasiliano di Las Vegas Nelson Sardelli. Ha tre sorellastre: Giovanna, Pietra e Venetia.Il cognome è originario del Distretto di Harghita. Mariska ha due sorellastre, l'ex fotomodella Jayne Marie Mansfield e Tina Hargitay, due fratelli, Miklós e Zoltan Hargitay, nonché un altro fratellastro, Antonio Ottaviano (meglio conosciuto come Tony Cimber), un ex regista fra le cui opere vi è lo show di wrestling femminile G.L.O.W.

I suoi genitori divorziarono nel maggio 1963, ma un giudice stabilì in seguito che, poiché il divorzio era avvenuto in Messico, esso non era valido negli Stati Uniti. Tornarono insieme pochi mesi prima della nascita di Mariska, ma si separarono di nuovo otto mesi dopo, nell'agosto 1964, quando i divorzi ottenuti in Messico vennero riconosciuti anche negli Stati Uniti. Alcune settimane dopo, la madre sposò il regista Matt Cimber, sotto la cui direzione recitò nell'opera di William Inge Bus Stop. Il 29 giugno 1967 Jayne Mansfield morì in un incidente automobilistico vicino a New Orleans. Il suo fidanzato, Sam Brody, e l'autista morirono anche loro sul colpo. Addormentata sul sedile posteriore dell'auto, Mariska, allora una bambina di tre anni e mezzo, subì una ferita a zig-zag sulla testa. Anche Miklós e Zoltan si trovavano nell'auto, ma rimasero solo lievemente feriti.

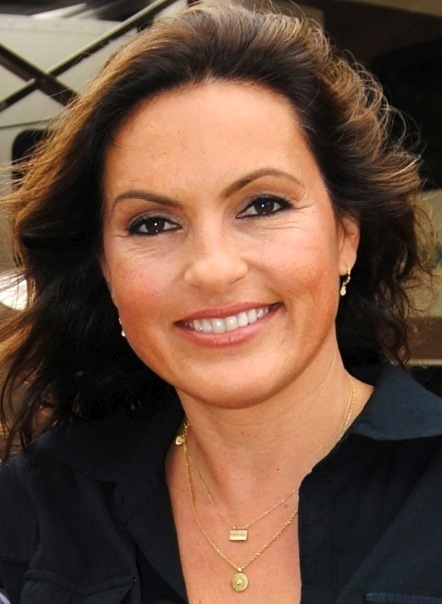
Mariska Hargitay nel 2011

Dopo la morte della loro madre, i tre fratelli furono cresciuti dal padre e dalla sua terza moglie, Ellen Siano. Mariska recitava spesso nel programma teatrale della sua scuola superiore, la Marymount High School; si è laureata nel 1987 alla facoltà di teatro, cinema e televisione, specializzandosi in teatro. Nel 1983 Mariska venne incoronata "Miss Beverly Hills", e arrivò seconda al concorso di "Miss California" a Oxnard. Esordì in TV con un piccolo ruolo in Star 80, un film-documentario di Bob Fosse con Mariel Hemingway, storia della modella di Playboy Dorothy Stratten, uccisa dal suo ex marito. In pochi anni, Mariska ottenne ruoli fissi nelle serie TV Downtown e Falcon Crest, nel quale interpretava Carly Fixx. Interpretò inoltre l'agente Angela Garcia nella serie Tequila e Bonetti, e apparve in un episodio della quarta stagione di Seinfeld.
Due anni dopo interpretò Didi Edlestein, la sexy vicina della porta accanto, nella sitcom del 1995 Can't Hurry Love, nella quale recitava anche Nancy McKeon. Nel 1997 recitò nel ruolo della detective Nina Echeverria nella serie TV Prince Street, e divenne un personaggio ricorrente nella quarta stagione di E.R. - Medici in prima linea con il ruolo di Cynthia Hooper.
Il successo giunse nel 1999, anno in cui interpretò la detective Olivia Benson nella serie Law & Order - Unità vittime speciali, che narra di una squadra di detective che si occupa di vittime di crimini sessuali. I contenuti altamente drammatici della sceneggiatura e lo stesso ruolo da lei interpretato nella serie, misero da subito la Hargitay di fronte a una difficile realtà e a un desiderio di poter fare qualcosa per le vittime colpite da abusi nella vita reale. Si convinse quando una fan le mandò una mail nella quale le confessava di essere stata stuprata a 15 anni e, ormai quarantenne, di non aver mai trovato il coraggio di dirlo a nessuno, fino al messaggio inviato all'attrice. Così, nel 2004, la Hargitay ha fondato la Joyful Heart Foundation, un'associazione no profit che offre assistenza on line a tutte quelle persone che sono state violentate, stuprate, o che hanno subito abusi . L'organizzazione si è interessata anche al problema dell'"arretrato dei rape kit".

## Vita privata
Di fede cattolica, il 28 agosto 2004, ha sposato l'attore Peter Hermann, da cui ha avuto un figlio, Miklos Friedrich Hermann (2006). In seguito, nell'aprile del 2011, la coppia ha adottato una bambina, Amaya Josephine, e nell'ottobre 2011 un bambino, Andrew Nicolas, nato pochi mesi prima.
È la madrina di Sophia Eva Pietra Meloni, figlia di Christopher Meloni, collega nella serie Law & Order - Unità vittime speciali, e amico fuori dal set.

## Filmografia

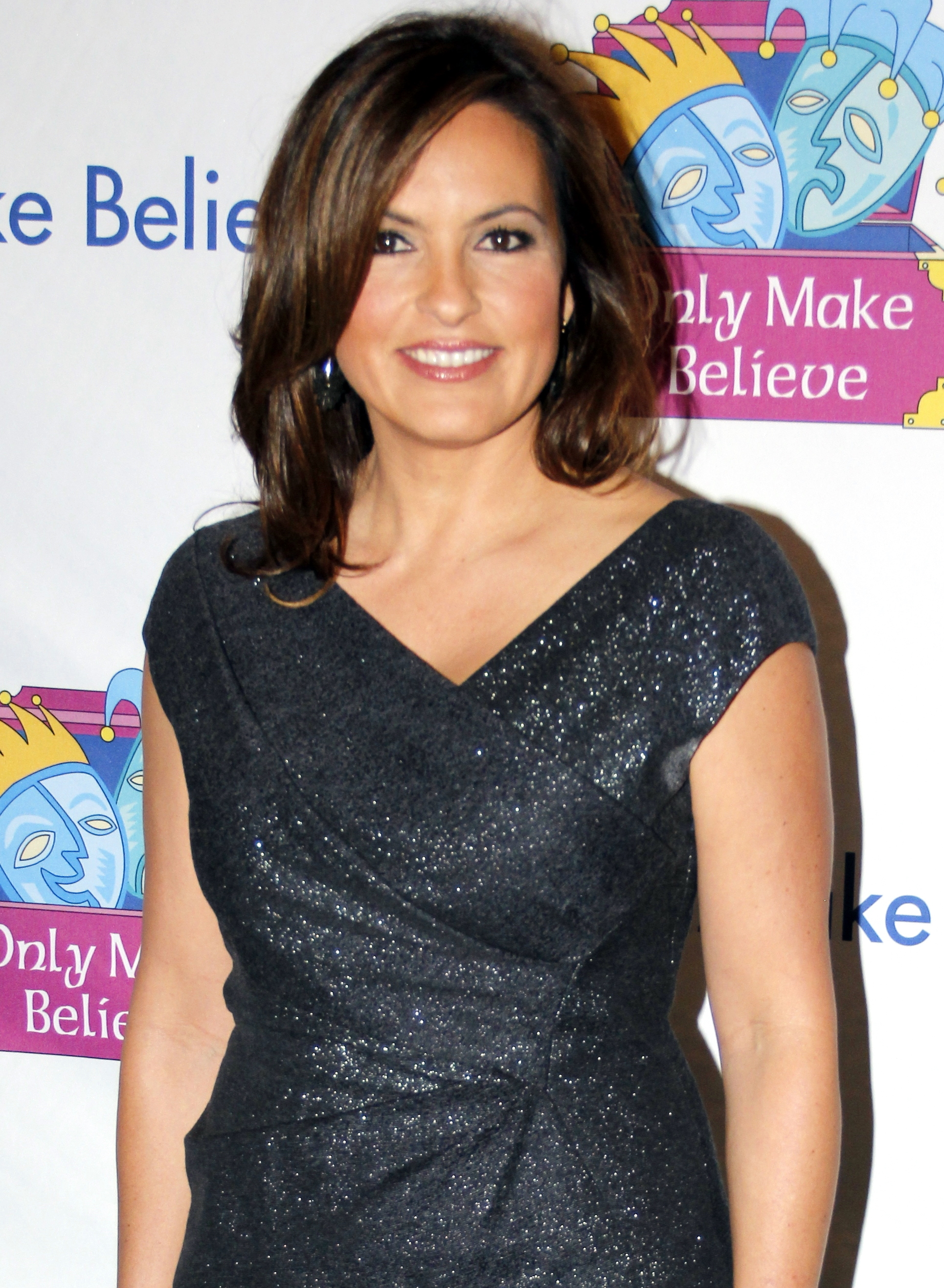
Mariska Hargitay nel 2011

### Cinema
- Ghoulies, regia di Luca Bercovici (1985)
- Welcome to 18, regia di Terry Carr (1986)
- Jocks, regia di Steve Carver (1986)
- Mr. Universe, regia di György Szomjas (1988)
- Hard Time Romance, regia di John Lee Hancock (1991)
- Arma perfetta (The Perfect Weapon), regia di Mark DiSalle (1991)
- Sutoroberi rodo, regia di Koreyoshi Kurahara (1991)
- Bank Robber, regia di Nick Mead (1993)
- Come the Morning, regia di Michael O. Sajbel (1994)
- Via da Las Vegas (Leaving Las Vegas), regia di Mike Figgis (1995)
- Lake Placid, regia di Steve Miner (1999)
- Fashion Crimes (Perfume), regia di Michael Rymer (2001)
- Love Guru (The Love Guru), regia di Marco Schnabel (2008) - cameo
- F--K, regia di R.E. Rodgers - cortometraggio (2010)
- Grace Gaustad BLKBX, regia di Van Alpert - cortometraggio (2021)

### Televisione
- Downtown – serie TV, 14 episodi (1986-1987)
- L'ispettore Tibbs (In the Heat of the Night) – serie TV, episodio 1x08 (1988)
- Freddy's Nightmares – serie TV, 1 episodio (1988)
- Falcon Crest – serie TV, 15 episodi (1988)
- Finish Line, regia di John Nicolella – film TV (1989)
- Baywatch – serie TV, 1 episodio (1989)
- Oltre la legge - L'informatore (Wiseguy) – serie TV, 1 episodio (1990)
- In famiglia e con gli amici (Thirtysomething) – serie TV, 1 episodio (1990)
- Booker – serie TV, 1 episodio (1990)
- La legge di Bird (Gabriel's Fire) – serie TV, 1 episodio (1989)
- The New Adam-12 – serie TV, 1 episodio (1991)
- Tequila e Bonetti (Tequila and Bonetti) – serie TV, 11 episodi (1992-1993)
- FBI: The Untold Stories – serie TV, 1 episodio (1992)
- Grapevine – serie TV, 1 episodio (1992)
- Hotel Room, regia di David Lynch e James Signorelli – film TV (1993)
- Blind Side, regia di Geoff Murphy – film TV (1993)
- Key West – serie TV, 1 episodio (1993)
- Seinfeld – serie TV, 1 episodio (1993)
- Bank Robber, regia di Nick Read (1993)
- Gambler V: Playing for Keeps, regia di Jack Bender – film TV (1994)
- All-American Girl – serie TV, 1 episodio (1995)
- Can't Hurry Love – serie TV, 19 episodi (1995-1996)
- Ellen – serie TV, 1 episodio (1996)
- The Single Guy – serie TV, 3 episodi (1996)
- Night Sins, regia di Robert Allan Ackerman – film TV (1997)
- Cracker: Mind Over Murder – serie TV, 1 episodio (1997)
- Gioco sporco (The Advocate's Devil), regia di Jeff Bleckner – film TV (1997)
- Prince Street – serie TV, 6 episodi (1997-2000)
- E.R. - Medici in prima linea (ER) – serie TV, 13 episodi (1997-1998)
- Love American Style, regia di Barry Kemp e Robin Schiff – film TV (1999)
- Law & Order - Unità vittime speciali (Law & Order: Special Victims Unit) – serie TV, 573 episodi (1999-in corso)
- Law & Order - I due volti della giustizia (Law & Order) – serie TV, 7 episodi (2000-2025)
- Plain Truth, regia di Paul Shapiro – film TV (2004)
- Law & Order - Il verdetto (Law & Order: Trial by Jury) – serie TV, episodio 1x12 (2005)
- Chicago Fire – serie TV, episodio 3x21 (2015)
- Chicago P.D. – serie TV, 2 episodi (2014-2015)
- The Jim Gaffigan Show – serie TV, 1 episodio (2015)
- Law & Order: Organized Crime – serie TV, 14 episodi (2021-2025)

### Videoclip
- Bad Blood – di Taylor Swift (2015)

### Doppiaggio
- True Crime: New York City – videogioco (2005)
- I racconti di Terramare (Gedo senki), regia di Gorō Miyazaki (2006) - versione in lingua inglese

## Riconoscimenti
- Golden Globe
  - 2005 – Migliore attrice in una serie drammatica per Law & Order - Unità vittime speciali
- Premio Emmy
  - 2006 – Miglior attrice protagonista in una serie drammatica per Law & Order - Unità vittime speciali
- Premio Flaiano
  - 2024 – per Law & Order - Unità vittime speciali, la serie tv statunitense più longeva[3]

## Doppiatrici italiane
Nelle versioni in italiano dei suoi film, Mariska Hargitay è stata doppiata da: 
- Laura Romano in Law & Order - Unità vittime speciali, Law & Order - I due volti della giustizia, Law & Order - Il verdetto, 30 Rock, Chicago Fire, Chicago P.D., Law & Order: Organized Crime
- Emanuela Rossi in Freddy's Nightmares (ed. VHS)
- Pinella Dragani in Freddy's Nightmares (ed. TV)
- Paola Migneco in E.R. - Medici in prima linea
- Maura Cenciarelli in Tequila e Bonetti
- Alessandra Cassioli in Oltre il ricatto
- Stefanella Marrama in Lake Placid